# Ghergani, Dâmbovița
Ghergani este o localitate componentă a orașului Răcari din județul Dâmbovița, Muntenia, România.
Aici se găsește stația de cale ferată care deservește orașul Răcari.În trecut, Ghergani a fost moșia familiei Ghica, motiv pentru care aici se găsește parcul Ghica cu reședința de vară, capela și reședința de iarnă, transformată într-un așezământ de bătrâni.
 Acest articol despre o localitate din județul Dâmbovița este deocamdată un ciot. Puteți ajuta Wikipedia prin completarea lui.